# Canale della Botte

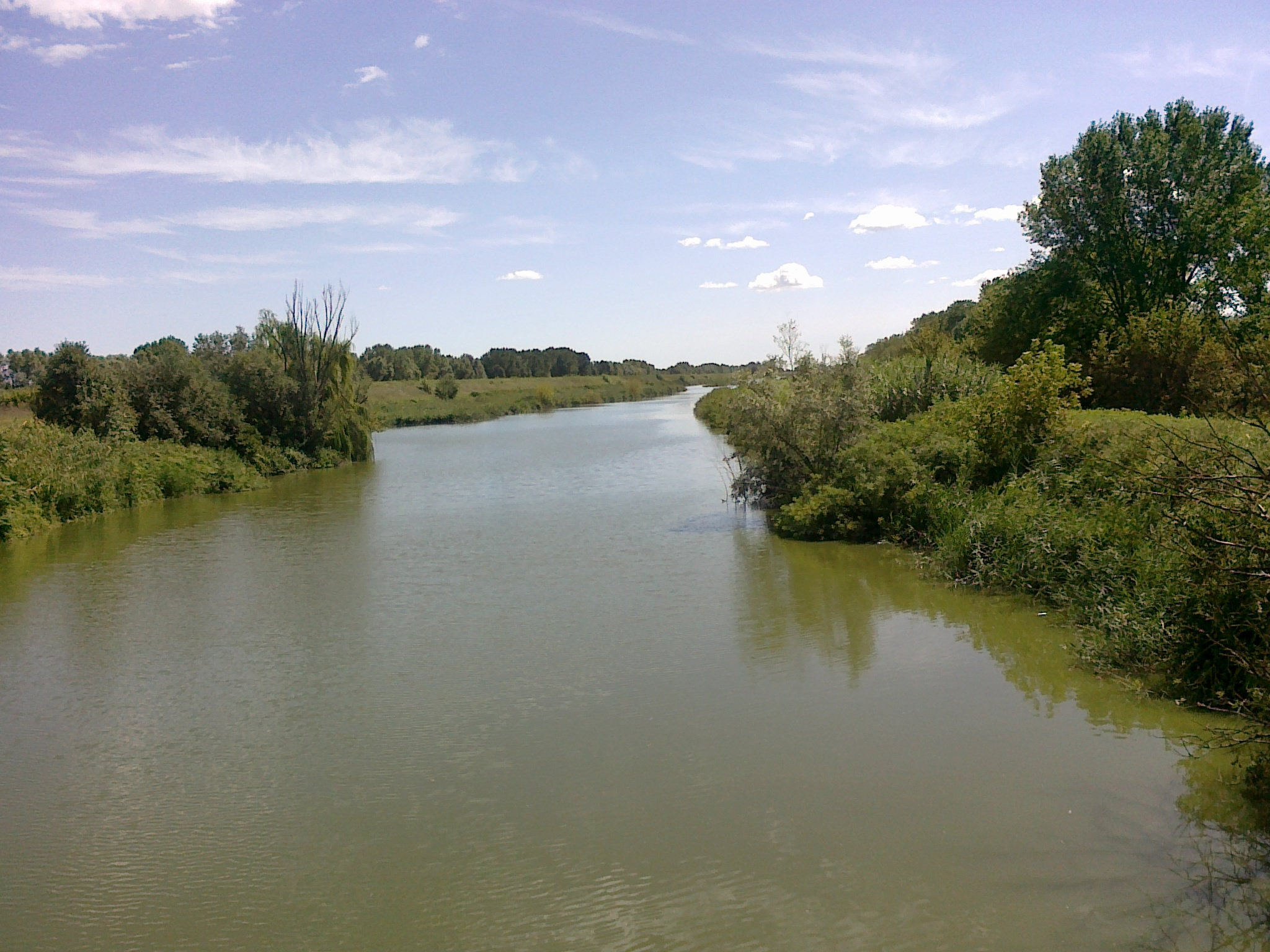
Il canale della Botte nei pressi dell'abitato di Argenta

Il canale della Botte è un grosso canale di bonifica dell'Emilia-Romagna, che interessa le province di Bologna e Ferrara.
Incomincia il suo corso a Malalbergo, parallelamente al Canale Navile; una volta gettatosi quest'ultimo nel fiume Reno, il canale della Botte svolge l'importante funzione di canale di bonifica del fiume, ruolo che assumerà in seguito il Canale di bonifica in destra Reno nel ravennate.
Presso Malalbergo, il canale della Botte delimita, col canale Lorgana, una zona umida detta valle la Comune, estesa per 63 ettari; essa è una delle poche valli alluvionali sopravvissute alle opere di bonifica e ospita una particolare vegetazione e una grande varietà di animali e uccelli acquatici che avrebbero rischiato di scomparire.
Scorre quindi per quasi tutto il suo percorso (circa 29 km) parallelamente sulla destra del fiume Reno e, dopo San Pietro Capofiume, frazione di Molinella, compreso tra questi e il canale Lorgana. Giunge quindi ad Argenta, dove lambisce le Valli di Campotto, e si getta infine nel Reno, praticamente insieme al canale Lorgana, poco prima che il fiume riceva i torrenti Idice e Sillaro presso San Biagio.